# Wigsthorpe
Wigsthorpe är en by i Northamptonshire i England. Byn är belägen 6 km 
från Thrapston. Orten har 24 invånare (2009).